# Resbelul 1877

Resbelul 1877 este o operă literară scrisă de Ion Luca Caragiale. 